# Stehlikiana denotata
Stehlikiana denotata är en insektsart som beskrevs av Young 1977. Stehlikiana denotata ingår i släktet Stehlikiana och familjen dvärgstritar. Inga underarter finns listade i Catalogue of Life.